# Anthrax
Anthrax je heavy metal sastav iz New Yorka. Poznati su po tome što su bili prvi sastav koji je kombinirao heavy metal s rap glazbom. Smatra ih se članom "velike četvorke" thrash metala uz Metallicu, Megadeth i Slayer.

## Povijest sastava
Sastav su 1981. godine osnovali gitaristi Scott Ian i Danny Lilker. Od tada sastav je izmijenio mnogo članova, te je Ian ostao kao jedini stalan član od osnutka. Do sada su snimili deset studijskih albuma, tri albuma uživo, te su objavili četiri kompilacije. Neki članova sastava su pokrenuli i druge projekte, primjerice Scott Ian je s Charlijem Benanteom, Dannyjem Lilkerom i Billyjem Milanom osnovao sastav Stormtroopers of Death. Na Anthraxovim albumima su gostivali mnogi glazbenici, kao što su Dimebag Darrell i Phil Anselmo iz Pantere, Roger Daltrey iz The Whoa, te sastav Public Enemy.

## Članovi sastava

### Sadašnja postava
- Joey Belladonna – vokali (1982. – 1992., 2005. – 2007., 2010.–danas)
- Scott Ian – ritam gitara, prateći vokal (1981.–danas)
- Frank Bello – bas-gitara, prateći vokal (1984. – 2004., 2005.–danas)
- Charlie Benante – bubnjevi, udaraljke (1983.–danas)
- Jonathan Donais – gitara, prateći vokal (2013.–danas)

### Bivši članovi
Pjevači
- John Connelly (1981.)
- Dirk Kennedy (1981.)
- Jason Rosenfeld (1981. – 1982.)
- Neil Turbin (1982. – 1984.)
- Matt Fallon (1984.)
- John Bush (1992. – 2005., 2009. – 2010.)
- Dan Nelson (2007. – 2009.)

Gitaristi
- Danny Lilker (1981.)
- Greg Walls (1981. – 1983.)
- Bob Berry (1983.)
- Dan Spitz (1983. – 1995., 2005. – 2007.)
- Paul Crook (1995. – 1998.)
- Rob Caggiano (2001. – 2005., 2007. – 2013.)

Basisti
- Kenny Kushner (1981.)
- Paul Kahn (1981.)
- Danny Lilker (1981. – 1984.)
- Joey Vera (2004. – 2005.)

Bubnjari
- Dave Weiss (1981.)
- Greg D'Angelo (1981. – 1983.)

## Diskografija
- Fistful of Metal (1984.)
- Spreading the Disease (1985.)
- Among the Living (1987.)
- State of Euphoria (1988.)
- Persistence of Time (1990.)
- Sound of White Noise (1993.)
- Stomp 442 (1995.)
- Volume 8: The Threat Is Real (1998.)
- We've Come for You All (2003.)
- Worship Music (2011.)
- For All Kings (2016.)

## Vanjske poveznice
- Službena stranica